# Luigi Padovese
Luigi Padovese, né le 31 mars 1947 à Milan et mort assassiné le 3 juin 2010 à Alexandrette, en Turquie, est un évêque catholique italien. De 2004 à 2010, il est évêque du vicariat apostolique catholique d'Anatolie en Turquie.

## Biographie
Il rejoint en 1965 l'ordre des Frères mineurs capucins et est ordonné prêtre en 1973, après des études à l'Académie alphonsienne, à l'université pontificale de Saint-Antoine, où il enseigne plus tard la patrologie, et à l'Université pontificale grégorienne, où il occupe des chaires. En 2004, il est consacré évêque titulaire de Monteverde (de) et nommé vicaire apostolique d'Anatolie. Il a également été président de Caritas-Turquie et président de la Conférence épiscopale turque.

## Assassinat
Il est mortellement poignardé puis décapité par Murat Altun, son chauffeur dans sa maison de vacances, située dans le sud de la Turquie, et meurt sur la route de l'hôpital. Son chauffeur le servait depuis quatre ans et demi et était suivi pour troubles psychologiques. Il a déclaré avoir assassiné Padovese car il l'avait identifié comme Dajjal (l'Antéchrist). Cet assassinat s'inscrit dans un climat caractérisé par une série de meurtres de dignitaires catholiques en Turquie depuis 2006.
Une commission de médecins a jugé que Murat Altun n'était pas atteint de maladie mentale. Il doit donc répondre de son acte devant la justice. Son procès débute en octobre 2011. Le 22 janvier 2013, il est condamné à 15 ans de prison mais, en cas de bonne conduite, il pourrait être libéré après 6 ans et 5 mois.